# Hubert Janitschek
Hubert Janitschek (* 30. Oktober 1846 in Troppau; † 21. Juni 1893 in Leipzig) war ein österreichischer Kunsthistoriker. 
1868 bis 1873 studierte er an der Universität Graz. In dieser Zeit war er auch Kritiker und befreundete sich mit Peter Rosegger. Ab 1877 war er in Italien und danach Kustos am Museum für Kunst und Industrie in Wien. Er habilitierte sich 1878 an der Universität Wien in Kunstgeschichte und wurde 1879 außerordentlicher Professor in Prag. 1881 wurde er ordentlicher Professor an der Universität Straßburg und war dort außerdem Kustos der dortigen, von Wilhelm von Bode initiierten Gemäldegalerie. 1891 wurde er Professor an der Universität Leipzig. Im Dezember 1892 wurde er als ordentliches Mitglied in die Königlich Sächsische Gesellschaft der Wissenschaften aufgenommen.
Er befasste sich mit Leon Battista Alberti und der Renaissance und mit der Vorromanik. 1890 führte er den Begriff Ottonische Kunst ein, die neben der Architektur auch in der Buchmalerei greifbar war (nach Vorarbeiten von Johann Dominik Fiorillo, Franz Kugler, Gustav Waagen). Er ließ offen, ob der Zeitraum ottonischer Kunst Anfang oder Ende des 11. Jahrhunderts endete, sein Straßburger Kollege Anton Springer sprach sich für Mitte des 11. Jahrhunderts aus.
Zu seinen Schülern gehörten Georg Dehio, Aby Warburg, Paul Clemen und Wilhelm Vöge.
Er war seit 1882 mit der Schriftstellerin Maria Janitschek verheiratet.

## Schriften
- Leone Battista Albertis kleinere kunsttheoretische Schriften. Wien: W. Braumüller, 1877, Nachdruck Osnabrück 1970
- Die Gesellschaft der Renaissance in Italien und die Kunst. Stuttgart: W. Spemann, 1879.
- "Zwei Studien zur Geschichte der karolingischen Malerei." In Strassburger Festgruss an Anton Springer zum 4. Mai 1885. Stuttgart: Spemann, 1885, S. 1–30.
- Die Geschichte der deutschen Malerei, als Band 3 der Geschichte der Deutschen Kunst, Berlin: Grote 1886, Nachdruck Paderborn: Salzwasser Verlag 2012, Archive
- Die Kunstlehre Dantes and Giottos Kunst. Leipzig: Brockhaus, 1892.
- Mitarbeit und Mitherausgeber (ab 1880) an Franz Schestag Repetitorium der Kunstwissenschaft, Stuttgart: Spemann, Wien: Gerold, ab 1876,
- mit anderen: Die Trierer Ada Handschrift, Leipzig: A. Dürr 1889, Archive
- Beiträge zu Robert Dohme Kunst und Künstler (Artikel Andrea del Sarto, der Bellinis, Paolo Veronese, Tintoretto)